# Leichtathletik-Weltmeisterschaften 2015/Teilnehmer (Dschibuti)
| Gelbes Symbol für Goldmedaillen mit stilisierten Olympischen Ringen | Graues Symbol für Silbermedaillen mit stilisierten Olympischen Ringen | Braundes Symbol für Bronzemedaillen mit stilisierten Olympischen Ringen |
| ------------------------------------------------------------------- | --------------------------------------------------------------------- | ----------------------------------------------------------------------- |
| —                                                                   | —                                                                     | —                                                                       |

Der Leichtathletikverband Dschibutis nominierte vier Athleten für die Leichtathletik-Weltmeisterschaften 2015 in der chinesischen Hauptstadt Peking.

## Ergebnisse

### Männer

#### Laufdisziplinen
| Athlet                 | Disziplin        | Vorlauf     | Vorlauf | Halbfinale         | Halbfinale         | Finale             | Finale             |
| Athlet                 | Disziplin        | Zeit        | Platz   | Zeit               | Platz              | Zeit               | Platz              |
| ---------------------- | ---------------- | ----------- | ------- | ------------------ | ------------------ | ------------------ | ------------------ |
| Ayanleh Souleiman      | 800 m            | DNS         | DNS     | –––                | –––                | –––                | –––                |
| Ayanleh Souleiman      | 1500 m           | DNF         | DNF     | –––                | –––                | –––                | –––                |
| Youssouf Hiss Bachir   | 1500 m           | 3:44,48 min | 32      | nicht qualifiziert | nicht qualifiziert | nicht qualifiziert | nicht qualifiziert |
| Abdi Waiss Mouhyadin   | 1500 m           | 3:38,66 min | 8       | 3:46,82 min        | 23                 | nicht qualifiziert | nicht qualifiziert |
| Mohamed Ismail Ibrahim | 3000 m Hindernis | DNS         | DNS     | –––                | –––                | –––                | –––                |